# Hachiman (luchador)
Hideki Suzuki (鈴木 秀 樹, Suzuki Hideki, nacido el 18 de febrero de 1980) es un luchador profesional japonés conocido por su paso en la WWE, donde actuaba en la marca NXT bajo el nombre de ring Hachiman como miembro de Diamond Mine, y también trabaja como entrenador en el WWE Performance Center.
Entrenado por Billy Robinson, Suzuki comenzó su carrera con la promoción de Inoki Genome Federation (IGF) en 2008. En 2014, dejó IGF para convertirse en autónomo, comenzando a trabajar para promociones como Big Japan Pro Wrestling (BJW), Pro Wrestling ZERO1 y Wrestle-1. Él es un ex campeón de peso pesado BJW Strong World, Zero1 Mundial de peso pesado, NWA Estados Nacional de peso pesado, Wrestle-1 Campeón y NWA Tag Team Champion Intercontinental. En 2017, Fighting TV Samurai nombró a Suzuki MVP de la lucha libre independiente japonesa.

## Carrera de lucha libre profesional

### Inoki Genome Federation  (2008-2014)
Con experiencia en judo y fútbol, Suzuki se entrenó en lucha libre profesional en el dojo UWF Snake Pit Japan Después de cuatro años de entrenamiento con el luchador británico Billy Robinson, hizo su debut para la promoción de la Federación del Genoma de Inoki (IGF) el 24 de noviembre de 2008, perdiendo ante Hiromitsu Kanehara. Durante los siguientes tres años, Suzuki trabajó en las carteleras de los eventos IGF. Su estatus finalmente comenzó a mejorar en 2012 luego de un combate con Peter Aerts. El 26 de mayo de 2013, Suzuki ganó el segundo torneo Inoki Genome, derrotando a Akira Joh en la final. Como resultado, recibió su primera oportunidad en el Campeonato IGF el 26 de octubre, pero fue derrotado por el campeón defensor, Kazuyuki Fujita. En marzo siguiente, Suzuki dejó IGF para convertirse en autónomo.

### Circuito independiente (2014-2021)
Suzuki entonces comenzó a trabajar regularmente para Pro Wrestling ZERO1, mientras también hacía apariciones para promociones como All Japan Pro Wrestling, DDT Pro-Wrestling, y Pro Wrestling NOAH. Suzuki rápidamente recibió una oportunidad en el Campeonato Mundial de Peso Pesado de ZERO1, aunque perdió ante el campeón defensor, Kohei Sato, el 6 de mayo. El 3 de agosto de 2014, Suzuki finalmente ganó su primer campeonato de lucha libre profesional en Zero1, derrotando a Tama Williams. para el Campeonato Nacional de Peso Pesado de la NWA United. En noviembre, Suzuki participó en una semana especial, donde Zero1 coprodujo tres eventos con la promoción Wrestle-1.
A través de la relación continua entre Zero1 y Wrestle-1, Suzuki también comenzó a hacer apariciones para la última promoción, donde se encontró con un rival en Kai. El 8 de marzo de 2015, después de que Kai capturó el Campeonato de Wrestle-1, Suzuki inmediatamente se enfrentó al nuevo campeón y lo retó a una pelea por el título. El combate tuvo lugar el 1 de abril y vio a Suzuki derrotar a Kai en solo siete minutos para convertirse en el nuevo Campeón de Wrestle-1. El 5 de mayo, Suzuki arriesgó sus dos campeonatos en shows separados de Zero1 y Wrestle-1, perdiendo el Campeonato Nacional Peso Pesado de NWA United ante Kamikaze y reteniendo el Campeonato de Wrestle-1 contra Ryota Hama. El 27 de junio, Suzuki regresó a IGF por primera vez desde su salida de la promoción, primero derrotando a Wang Bin en la primera ronda y luego a Daichi Hashimoto en la final para ganar el torneo Genome-1 2015 de Nagoya. Tras la victoria, Suzuki formó un establo "anti-IGF"con los extranjeros Erik Hammer, Kevin Kross y Knux. El 12 de julio, Suzuki perdió el Campeonato Wrestle-1 de regreso a Kai en su tercera defensa. El 1 de noviembre, Suzuki derrotó a Kohei Sato para ganar el Campeonato Mundial de Peso Pesado de Pro Wrestling Zero1. El 26 de febrero de 2016, Suzuki regresó a IGF, cuando fue nombrado líder de un nuevo establo llamado Hagure IGF Gundan ("Rogue IGF Corps"), que también incluía a Kazuyuki Fujita, Kendo Kashin y Shogun Okamoto. El 27 de marzo, Suzuki perdió el Campeonato Mundial de Peso Pesado ante Kohei Sato.
El 5 de marzo de 2017, Suzuki desafió a Daisuke Sekimoto por el Campeonato Mundial de Peso Pesado Fuerte de Big Japan Pro Wrestling (BJW) . Después de luchar hasta un límite de tiempo de treinta minutos, Suzuki y Sekimoto acordaron una revancha el 30 de marzo. Suzuki ganó la revancha para convertirse en el nuevo Campeón Mundial de Peso Pesado Fuerte. El 14 de septiembre, Suzuki y Kohei Sato derrotaron a Shogun Okamoto y Yutaka Yoshie para ganar el vacante Campeonato Intercontinental en Parejas de la NWA. Después de cinco defensas exitosas del título, Suzuki perdió el Campeonato Mundial de Peso Pesado Fuerte BJW ante Daichi Hashimoto el 17 de diciembre. Suzuki afirmó que perder el título le costó la mayoría de sus reservas y que se enfrentaba al desempleo de cara al 2018. El 1 de enero de 2018, Suzuki y Sato perdieron el Campeonato Intercontinental en Parejas de la NWA ante Masayuki Okamoto y Yutaka Yoshie. 
El 4 de abril de 2019 en el Bloodsport de Josh Barnett, Suzuki derrotó a Timothy Thatcher por nocaut.

### WWE (2021-2022)
En abril de 2021, Suzuki firmó con WWE como entrenador en el Performance Center. A pesar de su trabajo como entrenador, Suzuki comenzó a trabajar en el programa semanal de NXT como luchador profesional bajo el nombre de Hachiman, como parte del establo de villanos The Diamond Mine, junto a Roderick Strong, Tyler Rust (quien fue liberado varias semanas después). más tarde) y Malcolm Bivens. 
El 5 de enero de 2022, en una novena ronda de despidos desde que comenzara la Pandemia por COVID-19 y la primera del año, fue despedido de la empresa, junto con personal administrativos y talentos.

## Otros medios
El primer libro de Suzuki, titulado Biru Robinson Den Kyatchi Azu Kyatchi Kyan Nyūmon (ビ ル ・ ロ ビ ン ソ ン 伝 キ ャ ッ チ ア ズ キ ャ ッ チ キ ャ ン 入門, "Billy Robinson: Catch as Catch Can Primer"), fue lanzado el 19 de enero de 2017. enseñado a Suzuki por Billy Robinson.

## Campeonatos y logros
- All Japan Pro Wrestling

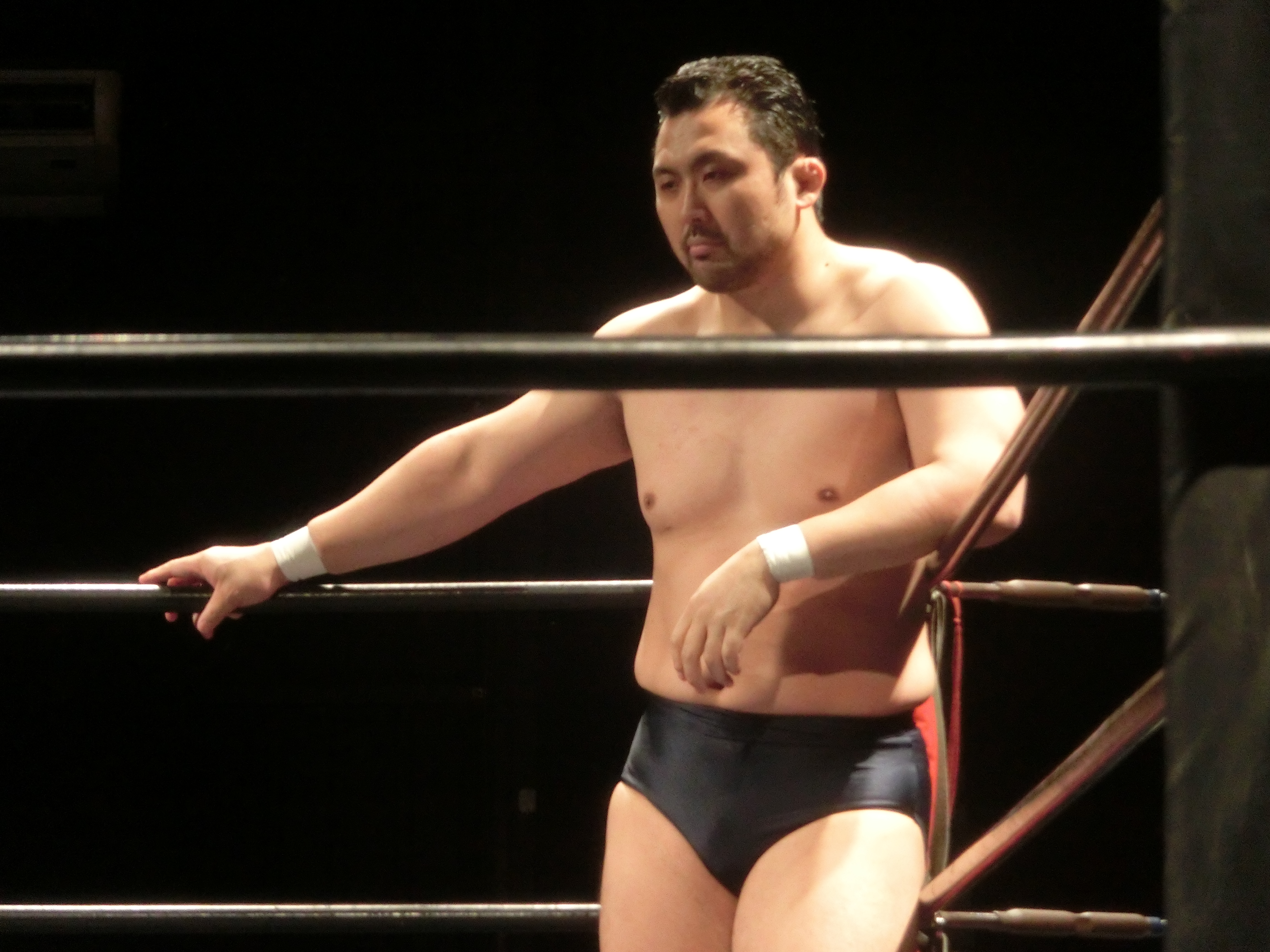
Suzuki en 2019.

  - World Tag Team Championship (1 vez) – con Suwama
- Big Japan Pro Wrestling
  - BJW World Strong Heavyweight Championship (2 veces)[2][3]
  - Yokohama Shopping Street 6-Man Tag Team Championship (1 vez) – con Takuya Nomura & Yoshihisa Uto[4]
  - Ikkitousen Strong Climb (2018)

- Ice Ribbon
  - Triangle Ribbon Championship (1 vez)[5]

- Inoki Genome Federation
  - 2nd Inoki Genome Tournament (2013)
  - Genome-1 2015 Nagoya

- Japan Indie Awards
  - MVP Award (2017)[6]

- Pro-Wrestling Basara
  - Shinjuku Chijō Saidai Budōkai Tournament (2017)[7]

- Pro Wrestling ZERO1
  - NWA Intercontinental Tag Team Championship (1 vez) – con Kohei Sato
  - NWA United National Heavyweight Championship (1 vez)
  - World Heavyweight Championship (1 vez)

- Tokyo Sports
  - Technique Award (2017)[8]

- Toshikoshi Puroresu
  - Shuffle Tag Tournament (2017) – con Konosuke Takeshita[9]

- Pro Wrestling Noah
  - GHC Tag Team Championship (2 veces) – con Takashi Sugiura (1), Timothy Thatcher (1)[10]

- Wrestle-1
  - Wrestle-1 Championship (1 vez)

- Tenryu Project
  - Tenryu Project United National Heavyweight Tag Team Championship (1 vez) - Hikaru Sato

- Pro Wrestling Illustrated
  - Ocupó el puesto 122 de los 500 mejores luchadores individuales en el PWI 500 en 2018[11]